# ئی‌اکس‌آی‌دی
ای‌اکس‌آی‌دی (انگلیسی: EXID: کره‌ای: 이엑스아이디) گروه دختران کره‌ای است. این گروه در سال ۲۰۱۲ زیر نظر کمپانی AB تشکیل شد و در سال ۲۰۱۴ با تک آهنگ up and down به شهرت رسید.
در سال ۲۰۱۲ سینگل آلبوم Holla منتشر شد که از دو تک آهنگ Whoz that girl و I do تشکیل شده بود،این سینگل آلبوم به فروش ۸۴۰۰۰۰ نسخه رسید که برای یک گروه تازه کار فروش فوق العاده ای بود.
اما مدت کوتاهی بعد از انتشار این آهنگ ۳ عضو،دامی،یوجی و هائه ریونگ به دلیل ادامه تحصیل و تمرکز روی بازیگری گروه را ترک کردند.
بعد از مدتی هه لین و سولجی جایگزین آن ۳ عضو می شوند.
سولجی مربی ووکال گروه بود و هه لین یکی از کارآموز هایی بود که برای دبیو در EXID رقابت می کردند.
پس از ورود اعضای جدید و در سال ۲۰۱۳ مینی آلبوم Hippity Hop منتشر شد که در مجموع ۱۵۰۰۰۰ نسخه از آن به فروش رفت.
چند ماه بعد سینگل Every Night منتشر شد و بعد از آن زیر گروه Dasoni متشکل از دو عضو سولجی و هانی،تشکیل شد.
به دلیل عدم موفقیت کامبک ها و زیر گروه و حمایت نشدن توسط کمپانی، اعضا قرارداد خود را با کمپانی AB لغو کردتد و با کمپانی Yedang قرارداد بستند.
پس از چند ماه از ورود به کمپانی جدید سینگل Up & Down منتشر شد که دلیل شهرت گروه است اما این آهنگ هم در ابتدا موفق نشد و حتی نسبت به کامبک I feel good و Every night هم رتبه پایین تری در چارت های موسیقی داشت.
اما با منتشر شدن یک فنکم از اجرای این آهنگ توسط هانی گروه به شهرت رسید و حتی با وجود تمام شدن مهلت اجرا در موزیک شو ها گروه دوباره به موزیک شو بازگشت، و این خود دلیلی بر محبوبیت این آهنگ و گروه است 